# Amt Bad Oldesloe-Land
La comunità amministrativa di Bad Oldesloe-Land (Amt Bad Oldesloe-Land) si trova nel circondario di Stormarn nello Schleswig-Holstein, in Germania.

## Suddivisione
Comprende 9 comuni:
1. Grabau (821)
2. Lasbek (1 320)
3. Meddewade (900)
4. Neritz (338)
5. Pölitz (1 235)
6. Rethwisch (1 206)
7. Rümpel (1 302)
8. Steinburg (2 797)
9. Travenbrück (1 741)

Il capoluogo è Bad Oldesloe, esterna al territorio della comunità amministrativa.
(Tra parentesi i dati della popolazione al 31 dicembre 2021)